# بوب جيربر
بوب جيربر (بالإنجليزية: Bob Gerber)‏ مواليد 1 أغسطس 1916 في آكرون - الوفاة 13 فبراير 2002، كان لاعب كرة سلة أمريكي. بدأ مسيرته الاحترافية في سنة 1942. بلغ طوله 6 قدم 4 بوصة (1.9 م). اعتزل اللعب في 1948. لعب مع لوس أنجلوس ليكرز وأتلانتا هوكس في الدوري الأمريكي.

## روابط خارجية
- بوب جيربر على موقع سبورتس رفرنس (الإنجليزية)